# المسيحية في جزيرة مان

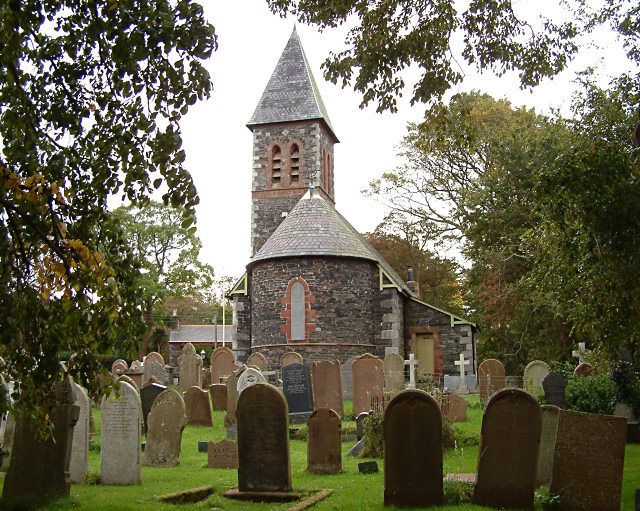
كنيسة سان جون في جزيرة مان.

تُشكل المسيحية في جزيرة مان أكثر الديانات انتشاراً بين السكان، ووفقاً لتقديرات مركز بيو للأبحاث عام 2010 حوالي 84.1% من السكان من المسيحيين. والمذهب المسيحي الأكثر انتشارًا في جزيرة مان هو كنيسة إنجلترا الأنجليكانية؛ وهي أيضاً الكنيسة الرسميَّة والوطنيَّة لجزيرة مان. وكما هو الحال مع الكنائس الإنجليكانية القديمة، كانت الأبرشية (وحتى الإصلاح البروتستانتي) جزءًا من التيار والتقليد المسيحي الغربي، ومن الكنيسة الرومانية الكاثوليكية. ومع بداية عصر الإصلاح البروتستانتي، قبلت السلطات الدينيَّة في الجزيرة المذهب البروتستانتي، وأصبح سكان الجزيرة تابعين للسلطة الدينية للملكية البريطانية وكنيسة إنجلترا. كما أصبحت الجزيرة واقعة تحت تأثير التقاليد الدينية الإيرلنديَّة. ولدى أبرشية مان تاريخ متواصل منذ عام 1541 إلى يومنا هذا مع كنيسة إنجلترا، من خلال الارتباط بمقاطعة يورك. حاليًا تُعد الأبرشية جزء من الكنائس الوطنية على غرار النرويج واسكتلندا وإنجلترا. وتضم الأبرشية حوالي ستة عشرة رعية.
تتواجد العديد من الكنائس المسيحيَّة الأخرى في جزيرة مان، المذهب المسيحي الثاني من حيث عدد الأتباع هي الكنيسة الميثودية، كما أنه تتواجد في الجزيرة ثمانية رعايا تابعة للكنيسة الرومانية الكاثوليكية. بالإضافة إلى ذلك هناك خمس كنائس معمدانية، وأربع كنائس خمسينية، إلى جانب جماعات من جيش الخلاص، وكنيسة يسوع المسيح لقديسي الأيام الأخيرة، وشهود يهوه.